# Processus de Doha
Le processus de Doha désigne une série de négociations entre l'Alliance fleuve Congo/Mouvement du 23 mars (AFC/M23) et le gouvernement de la république démocratique du Congo (RDC), initiées en avril 2025 sous la médiation du Qatar. Ces pourparlers visent à résoudre pacifiquement le conflit qui oppose l'AFC/M23 au gouvernement congolais dans l'est de la RDC depuis novembre 2021.
Les négociations débutées le 9 avril 2025, font suite à une rencontre entre les présidents congolais Félix Tshisekedi et rwandais Paul Kagame, également médiée par le Qatar, qui réaffirme leur engagement en faveur d'un cessez-le-feu immédiat et inconditionnel. Malgré un contexte de tensions et d'accrochages sur le terrain, notamment dans la province du Sud-Kivu, les échanges sont décrits comme délicats mais actifs.
Un progrès significatif est réalisé le 23 avril 2025 lorsque les deux parties publient une déclaration conjointe annonçant leur intention de travailler ensemble pour parvenir à une trêve. Les discussions bénéficient également de la pression diplomatique et économique exercée par les États-Unis sur les deux parties, qui négocie parallèlement un accord de paix entre la RDC et le Rwanda, dans le conflit qui oppose les deux pays.
Début juillet 2025, un nouveau cycle de négociations est confirmé à Doha, faisant suite à la signature d'un accord de paix entre la RDC et le Rwanda obtenu à Washington, le 27 juin. Cependant, les négociations sont tendues, chaque camp accusant l'autre de renforcer ses positions militaires. Malgré cela, un accord de principe est signé le 19 juillet 2025, établissant un cadre pour un cessez-le-feu permanent et engageant les parties à rechercher une résolution pacifique du conflit par la diplomatie et la négociation.
Cet accord prévoit un mécanisme de supervision pour assurer le respect du cessez-le-feu, la collaboration avec des organisations internationales pour protéger les civils, et des mesures de confiance pour rassurer la population et faciliter le dialogue. Il met également l'accent sur la restauration de l'autorité de l'État et le retour des réfugiés et des déplacés dans des conditions sûres et dignes. Les négociations directes pour un accord de paix global doivent commencer avant le 8 août 2025, avec pour objectif de finaliser cet accord avant le 18 août 2025.

## Contexte
L'est de la république démocratique du Congo (RDC) est une région riche en ressources mais marquée par des conflits persistants depuis plusieurs décennies. Ces conflits résultent de facteurs complexes : griefs historiques, tensions ethniques, intérêts locaux, nationaux et internationaux, et convoitise des ressources naturelles. Les racines du conflit remontent aux années 1990, avec des tensions entre communauté autochtones et celles d'origine rwandaise, principalement les Banyarwanda Hutus, causant des milliers de morts au Nord-Kivu. La situation s'aggrave en 1994, après le génocide des Tutsis au Rwanda, avec l'arrivée dans l'est du Zaïre, d'environ un million de réfugiés Hutus rwandais, parmi lesquels se trouvent des forces génocidaires. Cette arrivée massive déstabilise la région, modifiant les alliances locales et ravivant les conflits ethniques,,,, ce qui conduit aux première et deuxième guerres du Congo (1996-2003). Ces guerres impliquent plusieurs États africains, et entraînent des déplacements massifs de civils, des massacres et des violations des droits de l'homme. Malgré la fin de la deuxième guerre du Congo la présence de groupes armés, comme le Mouvement du 23 mars (M23), les Forces démocratiques alliés (ADF) et les Forces démocratique de libération du Rwanda (FDLR), perpétuent les violences dans la région du Kivu, affectant principalement les populations locales. 
De 2012 à 2013, le M23 mène une première rébellion dans le nord-est de la RDC. Cette rébellion est instiguée par des anciens membres du Congrès national pour la défense du peuple (CNDP), intégrés dans les Forces armées de la république démocratique du Congo (FARDC), qui accusent Kinshasa de ne pas respecter l'accord de paix du 23 mars 2009. Comme son prédécesseur (le CNDP de Laurent Nkunda), le M23, soutenu par le Rwanda,,,  parvient à s'emparer de vastes territoires du Nord-Kivu, allant jusqu'à prendre le contrôle de Goma, ce qui suscite une forte mobilisation de la communauté internationale. En novembre 2013, la rébellion est vaincue par une campagne conjointe de l'armée congolaise et de la MONUSCO, la force locale de maintien de la paix des Nations unies. Le M23 est largement démantelé et ses combattants désarmés puis transférés dans des camps de réfugiés en Ouganda et au Rwanda. Le 12 décembre 2013, un accord de paix est signé à Nairobi, mettant fin officiellement à la rébellion. 
Malgré le démantèlement du M23 les populations de cette région restent soumises à la présence des groupes armés et à leurs exactions, et des combats persistent entre groupes armés et les FARDC. En 2017, le commandant du M23, Sultani Makenga et 100 à 200 de ses partisans fuient l'Ouganda et s'installent dans la zone frontalière entre le Rwanda, l'Ouganda et la RDC,. Le groupe reste ensuite discret, mais reprend les armes en novembre 2021, lançant plusieurs offensives mineures contre les positions de l'armée congolaise,. En 2021, Le M23, les FDLR, les ADF et la coopérative pour le développement du Congo (CODECO) figurent parmi les milices les plus actives des 120 groupes armés identifiés dans l'est du pays,. Les provinces du Nord-Kivu, et de l'Ituri sont placés en état de siège par le gouvernement congolais depuis mai 2021, en réponse à la recrudescence des conflits.

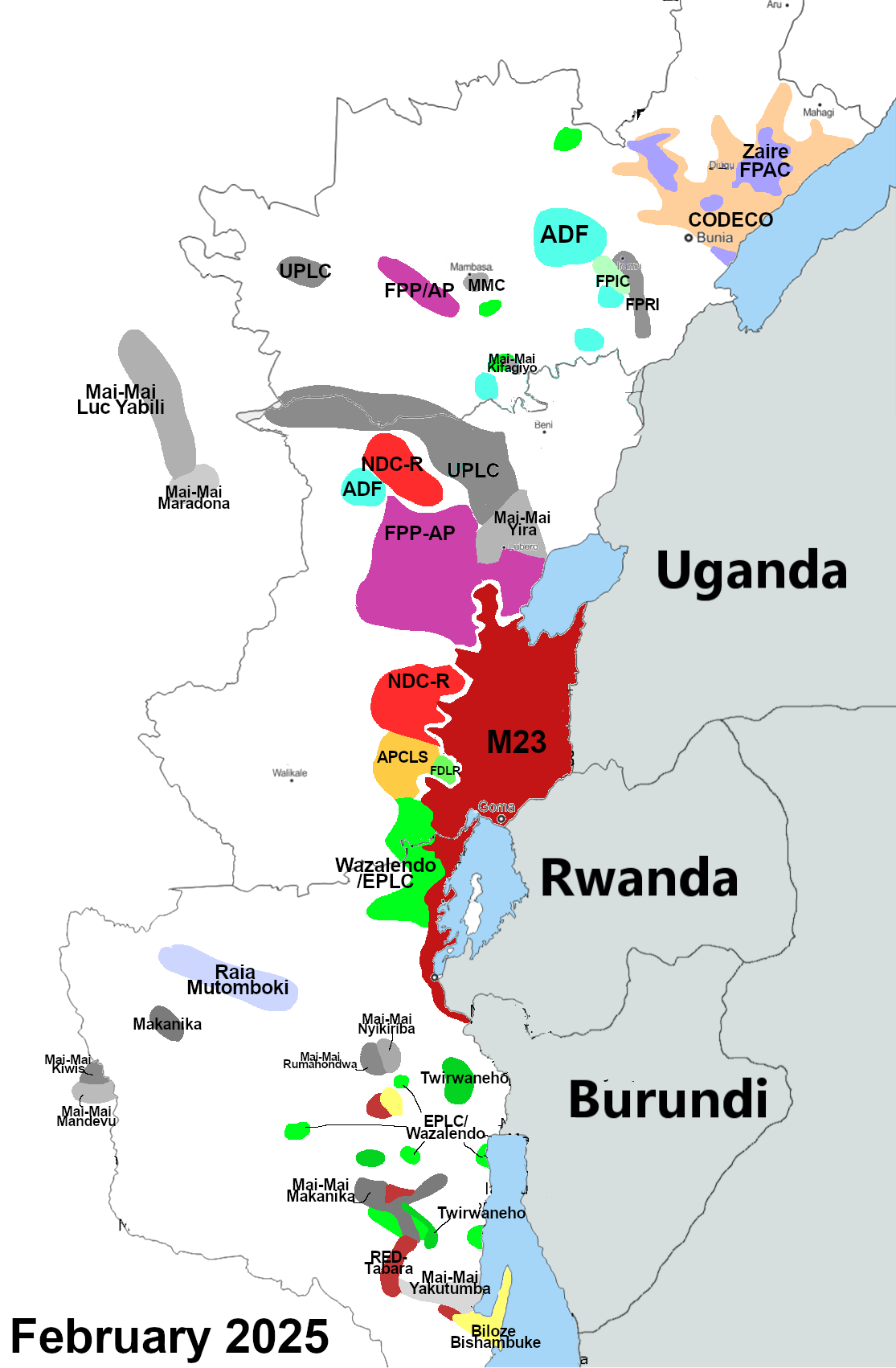
Répartition des groupes armés dans l'est de la RDC en date de 2 2025, en rouge le M23

La situation sécuritaire se détériore à partir de 2022 avec l'intensification du conflit par le M23, qui, soutenu par l'armée rwandaise selon plusieurs rapports de l'ONU, lance une offensive au Nord-Kivu contre les FARDC,. Cette escalade conduit à une crise humanitaire majeure, avec des milliers de personnes déplacées et des infrastructures détruites,. Les responsables du M23 soutiennent que des factions au sein de leur groupe avaient relancé les hostilités, invoquant le non-respect par le gouvernement congolais des engagements pris dans le cadre de l'accord de paix signé en 2013,. Ils justifient également leurs actions en déclarant vouloir assurer la protection de la communauté tutsie du Kivu face aux agressions perpétrées par des groupes armés hutus, notamment les FDLR, et affirment que les Tutsis congolais sont persécutés par l'Etat congolais.
Début 2025, le M23 parvient à prendre le contrôle de plusieurs localités clés, dont Goma, la capitale provinciale du Nord-Kivu,. La prise de Goma provoque des réactions internationales, avec des appels au retrait des troupes rwandaises par les États-Unis, l’Union européenne et les Nations unies, dont le secrétaire général, appel pour la première fois depuis la résurgence de la rébellion les forces rwandaises à « cesser de soutenir le M23 et à se retirer du territoire de la RDC »,,. Cependant, peu de sanctions concrètes sont mises en place, entraînant des critiques sur l’inaction perçue de la communauté internationale. Les efforts diplomatiques se sont intensifiés, notamment avec l’implication de pays africains et d’organisations régionales dont le sommet entre les membres de la Communauté d'Afrique de l'Est (EAC) et de la Communauté de développement d'Afrique australe (SADC) pour aborder la situation sécuritaire dans l'est de la république démocratique du Congo (RDC),, qui abouti à la fusion des processus de Luanda et Nairobi, ainsi qu'à un appel à un cessez-le-feu inconditionnel. Mais les résultats concrets de ces efforts restent limités : dans les jours qui suivent le sommet le M23 prend le contrôle de Bukavu, chef-lieu de la province du Sud-Kivu, et continue son expansion territoriale dans l'est du pays, s'emparant en mars 2025 de  la ville de Walikale.

## Début des négociations
En avril 2025, des discussions ont lieu entre l'Alliance fleuve Congo/Mouvement du 23 mars (AFC/M23) et le gouvernement de la république démocratique du Congo (RDC) sous la médiation du Qatar à Doha. Ces pourparlers visent à trouver une solution pacifique au conflit qui ravage l'est de la RDC depuis novembre 2021, et oppose l'AFC/M23 au gouvernement congolais. 
Les négociations débutent le 9 avril 2025, marquant la première rencontre directe entre les deux parties depuis longtemps. Cette initiative fait suite à une rencontre entre les présidents congolais Félix Tshisekedi et rwandais Paul Kagame, également mediée par le Qatar, qui réaffirment leur engagement en faveur d'un cessez-le-feu immédiat et inconditionnel,.
Les discussions à Doha se déroulent dans un contexte de tension, avec des accrochages sur le terrain, notamment dans la province du Sud-Kivu, où des combattants soutenant les Forces armées de la république démocratique du Congo (FARDC) ont repris plusieurs villages. L'AFC/M23 accuse les FARDC de violer la trêve et menace de réactiver ses fronts militaires, ajoutant une pression supplémentaire aux négociations.
Malgré ces tensions, les échanges sont décrits comme délicats mais actifs. Les deux parties y abordent des questions jugés sensibles, telles que la nature du conflit et les mesures de confiance à instaurer avant de pouvoir discuter des questions de fond. Un point de blocage notable concerne l'insistance de l'AFC/M23 pour que son cas soit traité séparément du différend entre la RDC et le Rwanda, ce que Kinshasa conteste.
Le 23 avril 2025, un progrès significatif est réalisé lorsque les deux parties publient une déclaration conjointe annonçant leur intention de travailler ensemble pour parvenir à une trêve. Bien que ce texte ne constitue pas encore un accord de cessez-le-feu, il représente une avancée importante dans les négociations, marquant la première communication officielle conjointe depuis le début des pourparlers.
Les discussions bénéficient également de la pression diplomatique et économique exercée par les États-Unis sur les deux parties,  mais les négociations, produisent peu de résultats concrets.

## Nouveau cycle de négociations
Début juillet 2025, alors que le M23 et la RDC ont confirmés leur participation à un nouveau cycle de négociations à Doha, et qu'un Accord de paix entre la république démocratique du Congo et le Rwanda a été signé à Washington D.C., les négociateurs du M23 accusent Kinshasa de ne pas prendre le processus au sérieux, et énoncent une série de « mesures de confiance » pour faciliter les discussions, incluant la libération de plusieurs centaines de prisonniers et la levée des mandats d’arrêt contre des membres du M23 et de l’AFC,. Thérèse Kayikwamba Wagner, la ministre congolaise des Affaires étrangères, répond que ces doléances doivent être discutées dans le cadre du processus de Doha. Selon une source diplomatique, le M23 cherche à dicter les conditions de la paix, refusant de subir les discussions après avoir obtenu des avantages sur le terrain militaire, alors que le groupe d’experts de l’ONU, dans son dernier rapport, estime que l’AFC/M23 n’a pas fait preuve d’un véritable engagement en faveur d’un règlement négocié de la crise.
Le 12 juillet 2025, le nouveau cycle de pourparlers se tient à Doha entre le gouvernement congolais et l'AFC/M23. Ces négociations sont considérées comme la suite de l'accord de paix signé à Washington le 27 juin, qui a permis de traiter certains aspects du conflit, notamment l'engagement de Kinshasa à neutraliser les Forces démocratiques de libération du Rwanda (FDLR) et celui de Kigali à lever ses mesures défensives du territoire congolais sous condition du démantèlement des FDLR. Cependant la question de l'AFC/M23 avait été laissé en suspens, et désigné explicitement comme devant être traité dans le cadre du processus de Doha.
La délégation congolaise est dirigée par le vice-Premier ministre et ministre de l'Intérieur, Jacquemain Shabani, tandis que celle de l'AFC/M23 est menée par son secrétaire permanent, Benjamin Mbonimpa. Le Rwanda participe en tant qu'observateur, représenté par le ministre de l'Intérieur Vincent Biruta, tout comme le Togo la Commission de l'Union africaine et les États-Unis. Ces derniers exercent une pression importante pour parvenir à un accord global avant une rencontre prévue fin juillet à la Maison-Blanche avec les présidents Félix Tshisekedi et Paul Kagame. Cependant, la méfiance entre les deux camps persiste, chacun accusant l'autre de renforcer ses positions militaires en vue d'une prochaine offensive, et les positions des deux parties restent éloignées. Kinshasa insiste sur le rétablissement de l'autorité de l'État sur l'ensemble du territoire, ce qui implique le désarmement et le retrait de l'AFC/M23 des zones conquises, y compris les capitales provinciales de Goma et Bukavu conquisent au début de l'année 2025. En revanche, l'AFC/M23 exige des garanties solides avant d'abandonner ses acquis militaires et propose selon Jeune Afrique, la création d'un statut spécial de « zone sinistrée » pour les territoires sous son contrôle, une demande qui s'apparenterait à une forme d'autonomie.

## Déclaration de principes

### Signature et détail de l'accord
Le 19 juillet 2025, une déclaration de principes est signée à Doha entre l'AFC/M23 et le gouvernement de la république démocratique du Congo (RDC), sous la médiation du Qatar et en présence du ministre qatari des Affaires étrangères. Cet accord, fruit de plusieurs mois de négociations, établit un cadre pour un cessez-le-feu permanent, interdisant toute forme d'attaque ou de propagande haineuse,. Les parties s'engagent à rechercher une résolution pacifique du conflit par le biais de la diplomatie et de la négociation, en conformité avec les principes de la Constitution congolaise, la Charte de l'Union africaine, celle des Nations Unies et le droit international,.
Un mécanisme de supervision est prévu pour assurer le respect du cessez-le-feu, tandis que les parties s'engagent à collaborer avec les organisations internationales et régionales, dont la MONUSCO, pour protéger les civils et mettre en œuvre les principes convenus. Des mesures de confiance sont également prévues pour rassurer la population et faciliter le dialogue, incluant la libération de prisonniers avec l'aide du Comité international de la Croix-Rouge.
L'accord met l'accent sur la restauration de l'autorité de l'État comme conséquence du règlement des causes profondes du conflit et prévoit le retour des réfugiés et des déplacés dans des conditions sûres et dignes, conformément au droit international.
La déclaration entre en vigueur immédiatement et doit être appliquée avant fin juillet 2025. Des négociations directes pour un accord de paix global doivent commencer avant le 8 août 2025, avec pour objectif de finaliser cet accord avant le 18 août 2025, en alignement avec l'accord de paix entre la RDC et le Rwanda, signé le 27 juin 2025 à Washington.

### Réactions et divergence d'interprétation
Les signataires reconnaissent le rôle crucial du Qatar dans la médiation, ainsi que le soutien des États-Unis et les efforts de l'Union africaine. Le document est signé par Sumbu Sita Mambu, représentant du président congolais, et Benjamin Mbonimpa, secrétaire permanent de l'AFC/M23. Le président de la Commission de l'Union africaine, Mahamoud Ali Youssouf, salue cette avancée comme une étape majeure pour la paix et la stabilité dans la région des Grands Lacs. 

#### Divergence d'interprétation
Le M23 précise sa position concernant l'accord de Doha. Bertrand Bisimwa, chef politique du mouvement, indique que cet accord constitue une étape préliminaire vers un accord politique global visant à résoudre les causes profondes du conflit. Bisimwa souligne que les engagements pris par les deux parties se limitent aux lignes de front actuelles, impliquant un gel des positions plutôt qu'un retrait des zones occupées. Cette position est soutenue par Benjamin Mbonimpa, qui affirme que le groupe ne reculerait pas. 
Cependant, le porte-parole du gouvernement congolais, Patrick Muyaya, déclare que l'accord respecte la « ligne rouge » du gouvernement, notamment le « retrait non négociable » du M23 des zones occupées. Mbonimpa conteste cette interprétation dans une vidéo postée sur le réseau social X, affirmant que l'accord ne mentionne pas un tel retrait. 
Cette divergence d'interprétation s'oppose à la demande du gouvernement congolais, qui exige un retrait complet du M23 comme condition préalable à toute discussion. Pour le M23, l'accord de Doha offre une opportunité de dialogue direct avec Kinshasa pour aborder leurs revendications politiques, sécuritaires et sociales. Bien que l'accord prévoie des mécanismes de surveillance du cessez-le-feu et le retour des réfugiés, les divergences d'interprétation entre les deux parties révèlent un fossé diplomatique majeur.

## Négociations directes pour un accord de paix global
Suite à la signature de la déclaration de principe en juillet 2025 entre le gouvernement congolais et le Mouvement du 23 mars (M23), des négociations officielles en vue d’un accord de paix global doivent débuter le 8 août 2025, avec une signature prévue avant le 18 août.  Cependant, ce calendrier n’est pas respecté en raison de divergences persistantes, notamment sur la mise en œuvre des mesures de confiance, comme la libération des prisonniers et le retrait des forces,,.
Le M23 conditionne sa participation aux négociations à la mise en œuvre intégrale de la déclaration de Doha, accusant Kinshasa de violer le cessez-le-feu par des déploiements militaires et des attaques dans les provinces du Nord-Kivu et du Sud-Kivu. De son côté, le gouvernement congolais dénonce les exactions du M23 et refuse de libérer des prisonniers avant la signature d’un accord. Malgré ces tensions, les deux parties confirment leur engagement à poursuivre les discussions, sous la pression des médiateurs qataris et américains,,.